# Irene Eijs
Irene Elisabeth Maria (Irene) Eijs (Wassenaar, 16 december 1966), is een voormalige Nederlandse roeister. Ze nam tweemaal deel aan de Olympische Spelen op verschillende roeionderdelen en won hierbij één medaille.

## Levensloop
In 1992 maakte ze haar olympische debuut bij de Olympische Spelen van Barcelona op het onderdeel skiff. Met een tijd van 8.09,62 in de B-finale moest ze genoegen nemen met een achtste plaats overall. Vier jaar later kwam ze uit op de dubbel-twee en de dubbel-vier. Met name op de dubbel-twee was ze met Eeke van Nes zeer succesvol vanwege het winnen van een bronzen medaille. Met een tijd van 6.58,72 moesten ze alleen de Canadese en Chinese roeiploeg voor laten gaan die in respectievelijk 6.56,84 en 6.58,35 over de finish kwamen.
In haar actieve tijd was ze aangesloten bij KSRV Njord in Leiden. Ze werkte als biologe bij de Universiteit van Leiden.

## Palmares

### roeien (skiff)
- 1991: 12e Wereldbeker V in Amsterdam - 7.53,33
- 1992: 10e Wereldbeker I in San Diego - 7.48,44
- 1992: 10e Wereldbeker II in Keulen - 7.47,53
- 1992: 8e OS in Barcelona - 8.09,62
- 1993: 5e Wereldbeker III in Duisburg - 7.55,83
- 1994:  Wereldbeker II in Parijs - 7.21,59
- 1994: 7e Wereldbeker IV in Luzern - 7.37,60
- 1994: 4e WK in Indianapolis - 7.33,46
- 1995: 5e Wereldbeker I in Hazewinkel - 7.46,81

### roeien (dubbel-twee)
- 1993: 4e WK in Račice - 7.08,25
- 1995:  WK in Tampere - 6.55,84
- 1996:  OS in Atlanta - 6.58,72

### roeien (dubbel-vier)
- 1995:  WK in in Tampere - 6.43,22
- 1996: 6e OS in Atlanta - 6.35,54

Irene Eijs · 
Eeke van Nes
Irene Eijs · 
Meike van Driel · 
Nelleke Penninx · 
Eeke van Nes
- International Standard Name Identifier: 0000 0003 9666 5818
- Nederlandse Thesaurus van Auteursnamen: 195017706
- Virtual International Authority File: 291634336
- WorldCat: E39PBJvhtYBDrrYQg46ChMjBfq